# Kepler-39b
Kepler-39b es un exoplaneta que orbita a la estrella Kepler-39. Fue descubierto por el Telescopio Espacial Kepler en 2011. Kepler-39b es dieciocho veces más masivo que Júpiter, y tiene cinco cuartos de su tamaño. El planeta orbita su estrella a aproximadamente al 15% de la distancia media entre la Tierra y el Sol. El planeta fue investigado por astrónomos europeos junto con otras tres estrellas, incluyendo la estrella madre de Kepler-40b, utilizando el equipo en el Observatorio de Haute-Provence en Francia. Recopilación y análisis de datos a finales de 2010 llevó a la confirmación de Kepler-39b. El papel descubrimiento fue publicado en una revista el 6 de junio de 2011.

## Enlaces extaernos
- “Validation of Kepler's Multiple Planet Candidates. II: Refined Statistical Framework and Descriptions of Systems of Special Interest” by Jack J. Lissauer, et al. NASA Ames Research Center, Moffett Field, CA 94035, USA
- “Validation of Kepler's Multiple Planet Candidates. III: Light Curve Analysis & Announcement of Hundreds of New Multi-planet Systems” by Jason F. Rowe, et al. NASA Ames Research Center, Moffett Field, CA 94035 and SETI Institute, Mountain View, CA 94043, USA

- Datos: Q3195386